# Celloconcert (Prokofjev)
Het Celloconcert in e mineur, opus 58 is een compositie van de Russische componist Sergej Prokofjev.
Het werk bestaat uit drie delen:
1. Andante - Poco meno mosso (andante assai) - Adagio
2. Allegro giusto
3. Thema (allegro) + Interludio 1-Variaties, 1-3-Interludio, 2- Variation, 4-Reminiscenza (meno mosso) - Coda(poco sostenuto) - Più mosso

## Geschiedenis
Prokofjev begon met het schrijven van zijn celloconcert in het jaar 1934. In 1938 was Prokofjev klaar met het componeren van het celloconcert. Het celloconcert ging in première op 26 november 1938 in Moskou. Solist was Lucian Berezovski begeleidt door het Russisch Staatssymfonieorkest. De meesterpianist Sviatoslav Richter was dirigent. Richter had problemen met het celloconcert, hij "begreep" het niet. De première werd een mislukking. Prokofjev liet het werk voor wat het was. Gelukkig werd de mislukking overschaduwd door het grootse succes van zijn filmmuziek bij Sergej Eisensteins werk Aleksander Nevski (zie ook Aleksander Nevski (Prokofjev)).
Later zou Prokofjev met behulp van Mstislav Rostropovitsj het werk herschrijven tot het Sinfonia Concertante.

## Het concert
Hoewel er een aantal cd's is met opnames van het concert, wordt tegenwoordig eigenlijk alleen het Sinfonia Concertante opgevoerd.